# جيمس إتش بينغر
جيمس إتش بينغر (بالإنجليزية: James H. Binger)‏ هو رائد أعمال ومحامي أمريكي، ولد في 16 مايو 1916 في سانت بول في الولايات المتحدة، وتوفي في 5 نوفمبر 2004 في منيابولس في الولايات المتحدة بسبب سرطان القولون.